# Paysage avec un cochon et un cheval
Paysage avec un cochon et un cheval ou Paysage, La Dominique est une peinture à l'huile sur toile réalisée par Paul Gauguin en 1903. Depuis 1908, elle est dans la collection du musée d'Art Ateneum d'Helsinki. L'une de ses dernières œuvres, elle a été peinte sur l'île de Hiva Oa.